# Рукопись Олд Холла

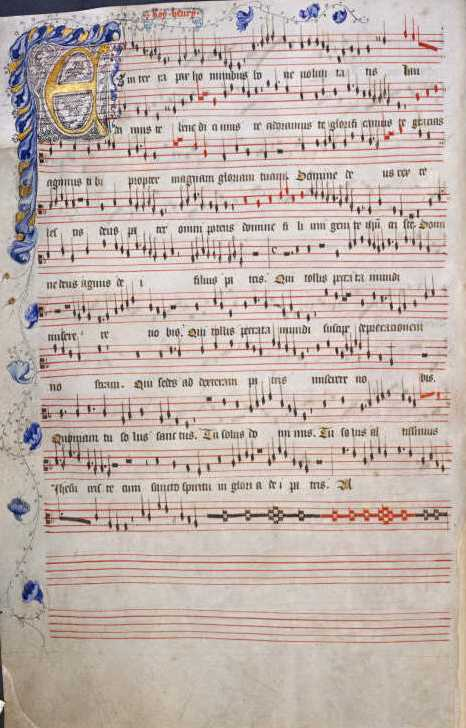
Страница из рукописи

Рукопись Олд Холла (англ. Old Hall Manuscript) — наиболее полный и значительный источник по английской духовной музыке конца XIV — начала XV веков, представляет собой наилучший источник информации об английской музыке конца Средневековья. Названа в честь Старого зала (англ. Old Hall) в Колледже Святого Эдмунда (близ Вэйра, Хартфордшир). Является одной из немногих рукописей, уцелевших во время так называемого Роспуска монастырей, произведённого королём Генри VIII в 1530-х годах.
Рукопись состоит из трёх томов, примерно треть её содержит обзоры первоначального материала. Всего рукопись содержит более 148 сочинений. Большинство из них — музыка на текст частей ординария, они сгруппированы согласно частям ординария.
Рукопись Олд Холла была собрана в начале XV века, вероятно, на протяжении по меньшей мере 20 лет. Возможно различить почерки нескольких копировщиков, и некоторые из них могут быть непосредственно самими композиторами.
В рукописи представлены различные музыкальные стили и техники, включая английскую распевку, работы с преобладающим сопрано, изоритмические композиции и каноны. Один из канонов, Номер 75 в рукописи, является каноном измерения с тремя голосами экстраординарной сложности. Рукопись Олд Холла важна для того, чтобы подтвердить существование и характер истинно английских музыкальных черт, уровень развития английской музыки, так же как и влияния континентальных методов. В особенности она демонстрирует английскую тенденцию фокусироваться на музыкальных сложностях, таких как каноны, в то время как музыка на континенте все более и более упрощалась. Продолжалась ли эта тенденция в XV веке в Англии трудно определить из-за того, что рукописи плохо сохранились с того времени, но было хорошо известно, что к середине XV века, например при бургундском дворе существовал стиль, который был опознан как английский — «la contenance angloise», согласно Мартину ле Франку в его масштабной поэме 1441—1442 «Le Champion des Dames». С другой стороны, рукопись Олд Холла — яркий пример французского влияния в Англии. Манфред Букофцер написал в «Исследованиях музыки Средневековья и эпохи Возрождения» (1950): «самый большой сюрприз, преподнесённый репертуаром Олд Холла — бесспорно заметная роль изоритмической техники, которая является неопровержимым доказательством сильного французского влияния». Поскольку английские музыканты были известны при бургундском дворе, французские музыканты, возможно, соответственно были известны в Англии. Было предположено, что Пикард, предполагаемый автор большого Кредо (Номер 75), на самом деле был французом.
Другое исторически важное развитие состояло в случайном использование дивиси (муз. для двух; означает разделение оркестровой партии струнных инструментов одного и того же класса на две группы для удобства исполнения), самый ранний известный факт многоголосия, исполненного хором из двух или более голосов на партию.
Список композиторов, чьи работы есть в рукописи Олд Холла, включает в себя Леонеля Пауэра, Пикарда, Уильяма Типпа, Томаса Биттеринга, Оливера, Чирбэри, Эксетре, Джона Кука, Роя Генри (вероятно Король Генри V, но возможно и Король Генри IV), Квелдрика, Джона Тиеса, Алейна, Фонтайнса, Джервайса, Ламбе, Николаса Стерджена, Томаса Деймтта, и других. Джон Данстэйпл — среди горстки композиторов, работы которых были добавлены в более поздних источниках, вероятно в период незадолго до 1420 года.